# Vocazione
La vocazione religiosa è una particolare sensibilità verso un tipo di vita, un'attività spesso intesa di carattere prettamente religioso o solidale, ma che esiste anche all'interno di pensieri filosofico-morali.
La persona ha un trasporto innato nel vivere un certo tipo di vita. 
Di solito si parla di vocazione religiosa, nel contesto del Cattolicesimo si parla di vocazione sacerdotale, o di tipo monastico  che significa la voglia e la necessità interiore di seguire una chiamata. Alle vocazioni più antiche se ne sono aggiunte di nuove, fra le quali quelle di numerario, aggregato e soprannumerario dell'Opus Dei, tutte forme di vita riservate ai fedeli laici e che non prevedono alcun tipo di consacrazione. Numerari e aggregati vivono nel celibato apostolico, mentre i soprannumerari normalmente sono sposati o comunque possono farlo. Altre vocazioni laicali, che comportano lo sforzo di raggiungere la santità nella vita ordinaria, sono quelle dei Memores Domini, legati a Comunione e Liberazione, o tutti coloro che sono consacrati laici in qualche congregazione religiosa.
In ambito non religioso, si parla di vocazione per indicare una tendenza innata nell'individuo che lo porta più facilmente a fare alcune cose piuttosto che altre, sente un trasporto interiore.
Ci sono medici, architetti che già in tenera età manifestano questo trasporto verso una specifica attività ed è questa che viene chiamata appunto vocazione.
In filosofia si intende quella chiamata (appunto "vocazione") a sentirsi partecipi di un progetto universale, ognuno nel proprio ambito specifico. Anche in senso cristiano la vocazione non è esclusivamente quella sacerdotale-religiosa, ma tutti sono chiamati a riconoscere i propri talenti e a metterli in pratica, in un'ottica di fede, per il bene proprio e del prossimo.
Per un territorio la vocazione naturale è riferita alla sua realtà nel contesto ambientale dove è inserito, per esempio: una località sul mare può essere definita con vocazione turistica, una zona dove ci sono miniere ha una vocazione più industriale.
Negli ultimi tempi si sente parlare di vocazione anche per le aziende, però si vuole intendere solo il tipo di attività ed il modo con cui la si vuole espletare.

## Vocazione nella Bibbia
Il termine vocazione riproduce il latino vocatio, da vocare, "chiamare", e corrisponde al greco κλῆσις (klēsis), da καλέω (kaleō), chiamo, con il quale viene reso nella Septuaginta (LXX) il verbo ebraico קרא (qârâ'). Designa in senso specifico la "chiamata" che viene rivolta da Dio alla creatura umana.

### Vocazione nell'Antico Testamento
La maggiore frequenza di testi e significati nell'Antico Testamento al riguardo della vocazione si trova in Isaia, dove la chiamata di Dio al Suo "servo" (41,9) è come un'eco della chiamata rivolta ad Abramo e si prolunga nel futuro, nella vocazione rivolta a tutte le nazioni (42,6; 59,6). Nella chiamata, Israele è stato "messo a parte" dalle altre nazioni (41,9), in quanto è discendenza di Abramo "che io ho amato" (41,8) e "benedetto" (51,2). L'espressione più intensa è questa: "Ma ora così parla il SIGNORE, il tuo Creatore, o Giacobbe, colui che ti ha formato, o Israele! Non temere, perché io ti ho riscattato, ti ho chiamato per nome; tu sei mio!" (43,1; 45,3). Questa chiamata è al tempo stesso chiamata della grazia e alla grazia, chiamata all'apostolato ed al servizio.
Nello sfondo di questa vocazione si delinea la suprema vocazione, quella del Servo per eccellenza, chiamato a "dare la sua vita come prezzo di riscatto per molti" (Matteo 20,28; Isaia 53,5-ss).

### Vocazione nel Nuovo Testamento
Nel Nuovo Testamento il termine vocazione, κλῆσις (klēsis), si trova esclusivamente nelle lettere di Paolo e designa specificatamente la vocazione cristiana. È la vocazione:
- a partecipare alla gloria dei redenti nel giudizio finale, della quale prega che siano reputati degni: "Ed è anche a quel fine che preghiamo continuamente per voi, affinché il nostro Dio vi ritenga degni della vocazione e compia con potenza ogni vostro buon desiderio e l'opera della vostra fede" (2 Tessalonicesi 1,11);
- alla salvezza, unica speranza "Vi è un corpo solo e un solo Spirito, come pure siete stati chiamati a una sola speranza, quella della vostra vocazione" (Efesini 4,4);
- quella alla quale è promesso il premio della vita eterna: "...corro verso la mèta per ottenere il premio della celeste vocazione di Dio in Cristo Gesù" (Filippesi 3,14);
- la "vocazione celeste" di cui sono partecipi i credenti in Cristo: "Perciò, fratelli santi, che siete partecipi della celeste vocazione, considerate Gesù, l'apostolo e il sommo sacerdote della fede che professiamo" (Ebrei 3,1);
- è stata senza considerare lo status sociale: "Infatti, fratelli, guardate la vostra vocazione; non ci sono tra di voi molti sapienti secondo la carne, né molti potenti, né molti nobili[...]" (1Corinzi 1,26-ss).

Coloro che hanno ricevuto questa vocazione devono comportarsi in modo degno di essa Efesini 4,1, in modo tale da "renderla sicura" (2 Pietro 1,10), pur sapendo che la vocazione cristiana, come quella rivolta all'antico popolo di Dio, è irrevocabile: "perché i carismi e la vocazione di Dio sono irrevocabili" (Romani 11,29).
Il significato del termine vocazione è precisato dall'aggettivo derivante dallo stesso verbo: chiamato, κλητός (klētos). I cristiani sono "chiamati da Gesù Cristo" (lett. "i chiamati") (Romani 1,16), secondo il proponimento di Dio (Romani 8,28); sono "chiamati santi" (1,7), sia nel senso che sono consacrati a Dio dalla loro chiamata, sia in quello che sono chiamati a santificazione, "alla chiesa di Dio che è in Corinto, ai santificati in Cristo Gesù, chiamati santi" (1 Corinzi 1,2). Al concetto di chiamati si associa quello di "eletti e fedeli" (Apocalisse 17,14; 2 Pietro 1,10). Il concetto di vocazione, infatti, è affine a quello di elezione; mentre dal verbo stesso "chiamare", καλέω (kaleō), deriva ἐκκλησία (ekklēsia), "chiesa", l'assemblea convocata, l'assemblea dei chiamati e degli eletti. In questo termine l'espressione greca si ricongiunge a quella ebraica. L'ebraico non ha un termine equivalente a quello greco di vocazione, κλῆσις (klēsis), ma il sostantivo מקרא (miqrâ'), derivante dal verbo קרא (qârâ'), chiamare, designa la "convocazione" מקראי קדשׁ (miqrâ' qodesh) (Levitico 23,2), cioè la Chiesa.
Vocazione è usato in modo leggermente diverso in due brani in cui Paolo si riferisce alla sua specifica vocazione a diventare apostolo, cioè Romani 1,1 e 1 Corinzi 1,1: "chiamato apostolo". Anche se manca il termine specifico, vi sono in tutta la Bibbia persone "chiamate" ad una determinata missione, in particolare quella di profeta. La Bibbia riporta dettagliatamente come particolari profeti hanno ricevuto la loro vocazione, ad esempio Isaia e Geremia. Troviamo, così, nel libro degli Atti degli Apostoli il modo in cui lo stesso Paolo è stato chiamato da Dio e quali esperienze rivelatorie egli ha avuto. In ogni caso la vocazione ad essere apostolo non è tanto diversa dalla vocazione cristiana, perché per l'apostolo la sua missione è il suo modo di essere cristiano, ed egli non sarebbe nemmeno cristiano se non fosse apostolo: "Non sono libero? Non sono apostolo? Non ho veduto Gesù, il nostro Signore? Non siete voi l'opera mia nel Signore?" (1 Corinzi 9,1).
In un brano isolato il significato di vocazione si estende alle circostanze in cui ognuno è stato chiamato: "Ognuno rimanga nella condizione (lett. vocazione) in cui era quando fu chiamato" (1 Corinzi 7,20). Egli intende qui che le varie condizioni umane (matrimonio, celibato, libertà, schiavitù, circoncisione, incirconcisione) sono prive di importanza in raffronto con la condizione nuova, più elevata, in cui il credente è stato "trasferito" dalla chiamata divina. L'apostolo qui relativizza questa "vocazione", perde la sua importanza intrinseca. Non occorre che sia cambiata, perché il Signore può e vuole essere servito nell'ambito di qualsiasi legittima condizione in cui ci si trovi.
Parlando delle sofferenze dei cristiani a causa della loro fede, Pietro scrive: "Infatti a questo siete stati chiamati, poiché anche Cristo ha sofferto per voi, lasciandovi un esempio, perché seguiate le sue orme" (1 Pietro 2,21), cioè questa è la vostra vocazione, chiamata. In questo contesto l'intera vita in ogni suo aspetto, in qualunque sua attività,  può essere intesa come vocazione, perché il cristiano, in ogni legittima attività, serve Dio.